# Сорокін Вадим Євгенович
Вадим Євгенович Сорокін (нар. 13 лютого 1966, Київ, УРСР) — радянський та український футболіст, нападник.

## Життєпис
Футболом розпочинав займатися у Києві. Перший тренер - В.Є. Іжко. У вісімнадцятирічному віці дебютував у складі вінницької «Ниви», де провів 119 матчів.
У 1989 році, транзитом через «Таврію», перейшов у миколаївський «Суднобудівник». У команді «корабелів» провів (з урахуванням всіх періодів перебування) 110 матчів.
Після розвалу СРСР переїхав в Угорщину, де грав в командах «МТК» і «Будафокі-МТЕ».
У 1994 році повернувся до Миколаєва, де допоміг «Евісу» завоювати путівку у вищу лігу чемпіонату України. Вирішальною в боротьбі за «вишку» була домашня зустріч з командою «Поліграфтехніка» (Олександрія). Обидва колективи претендували на вихід до вищої ліги. За чотири тури до фінішу суперники зустрілися на Центральному міському стадіоні. За рахунку 0:0 на 65-ій хвилині воротар миколаївської команди Собещаков парирував одинадцятиметровий штрафний удар, пробитий Пугачем, а за сім хвилин до фінального свистка арбітра Сорокін забив переможний м'яч, який приніс «Евісу» друге місце і путівку до вищої ліги. У «вишці» дебютував 17 липня 1994 року в грі СК «Миколаїв» - «Зоря» (Луганськ), 2: 1. У цьому матчі Сорокін також відзначився забитим м'ячем.
Далі виступав в командах «Лантана-Марлекор», «Кремінь», «Зірка-НІБАС».
У 1995-1997 роках грав у Німеччині в клубах нижчих ліг.
У 1998 році в останній раз повернувся в СК «Миколаїв», де, зігравши 8 матчів у вищій лізі, завершив кар'єру професіонального футболіста. У 1999 році виступав в аматорському клубі «Колос» (Степове).